# Via Jikeli
Via Jikeli (* 4. Oktober 1997 in Aachen) ist eine deutsche Theater- und Filmschauspielerin, sowie Hörspiel- und Off-Sprecherin.

## Leben und Karriere
Via Jikeli wurde 1997 in Aachen geboren, lebte zunächst in Köln und wuchs in Berlin auf. Sie studierte von 2019 bis 2023 an der Hochschule für Schauspielkunst Ernst Busch in Berlin Schauspiel. Von 2021 bis 2024 war sie Stipendiatin der Studienstiftung des deutschen Volkes.
In Alias Anastasius spielte sie zum ersten Mal am Berliner Ensemble; als festes Ensemblemitglied übernahm sie dort unter anderem die Hauptrolle in Der Untertan unter der Regie von Christian Weise und die Titelrolle in Hedda Gabler. Seit Januar 2023 ist sie in Amore am Maxim Gorki Theater zu sehen, wo sie seit der Spielzeit 2023/24 auch festes Ensemblemitglied ist.
Neben ihrer Theaterarbeit ist sie auch als Sprecherin und Filmschauspielerin tätig. Zu ihren jüngsten Fernsehprojekten gehören die Serie Deadlines (2024, ZDF), in der sie die Rolle der Andrea spielt, sowie Tatort: Solange du atmest (2025, ARD), in dem sie als Rani Ewers zu sehen ist. Außerdem verkörperte sie Ayla Güner in All In (2024, ZDF) und Sue in BOOM (2023, ARD).
In Kino- und Streamingproduktionen war sie unter anderem mit Sturmfluten (2022) als Charly und Schlafende Hunde (2023, Netflix) als Luca Böhm. Weitere Filmrollen umfassen Rien ne va plus (2022, DFFB) als Emma und Nachtfalter (2021) als Vera.
Via Jikeli lebt in Berlin.

## Theater (Auswahl)
ACADEMY Bühnenkunstschule
- 2011–2012: Anpfiff (Regie: Rachel Hameleers)
- 2012–2013: Daneben (Regie: Rachel Hameleers)
- 2014–2015: Räuber, als Franz (Regie: Felix Lücke)
- 2016: We komen nog een wonder tekort nach Rebecca van Haagen, 2-Frau Performance, als Schwester (Regie: Rachel Hameleers)

Neuköllner Oper
- 2013–2014: Weißgekleidetet hässliche Kinder machen einen Ausflug, als Mondkind (Regie: Nadine Boos)

Hochschule für Schauspielkunst Ernst Busch
- 2020–2021: Anatol von Schnitzler, als Ilona (Regie: Margarete Schuler)
- 2020: Hysterikon von Ingrid Lausund, als Die Frau (Regie: Via Jikeli)
- 2020: Gerettet von Edward Bond, als Pam (Regie: Alexander Simon)
- 2020: Reigen, als Die Schauspielerin (Regie: Uwe Fischer)
- 2020–2021: Geschlossene Gesellschaft, als Estelle Rigault (Regie: Margarete Schuler)
- 2021: Elektra, als Klytaimnestra (Regie: Mattias Moosbach)

Maxim Gorki Theater
- 2022–2023: Amore[3] (Regie: Aram Tafreshian)
- 2022: Hedda Gabler, als Hedda Gabler (Regie: Julischka Eichel)

Berliner Ensemble
- 2023: Alias Anastasius (Regie: Fritzi Wartenberg[3])
- 2023–2024: Der Untertan, nach Heinrich Mann, als Diedrich Heßling (Regie: Christian Weise)

## Musikvideo (Auswahl)
- 2021: Eveline – Down in Heaven[9]

## Filmografie (Auswahl)
- 2023: Rien ne va plus
- 2023: Schlafende Hunde (Fernsehserie, 1 Folge)[10]
- 2023: Everyone is F*cking Crazy (Fernsehserie, 8 Folgen)
- 2024: BOOM – Eine Band, 1.000 Probleme (Fernsehserie)
- 2024: Soma und Rasmus (Kurzfilm)
- 2024: Ab ins kalte Wasser (Kurzfilm)
- 2024: Deadlines (Fernsehserie, 4 Folgen)
- 2025: Tatort: Solange du atmest[6]
- 2025: High Stakes (Fernsehserie)

## Hörspiele (Auswahl)
- 2024: Emilia Theisen, Manfred Theisen: Die unendliche Haberei (Johanna / Flocke) – Regie: Jörg Schlüter (Original-Hörspiel – WDR)[11]